# Kistikvány
Kistikvány románul: Ticvaniu Mic, falu Romániában, a Bánságban, Krassó-Szörény megyében.

## Fekvése
Oravicabányától északra fekvő település.

## Története
Kistikvány, Tikvány nevét 1799-ben említette először oklevél Kis-Tikvány néven.
1808-ban Tikván (Kis-), Tikvánul mik, 1851-ben  Kis-Tikván, 1913-ban Kistikvány néven említették.
1851-ben Fényes Elek írta a településről:
Kis-Tikván, Krassó vármegyében, a Karas vize mellett, Oraviczához 1 1/4 órányira: 5  katholikus, 1069  óhitü lakossal, anyatemplommal, termékeny szántóföldekkel, igen jó 
bortermesztéssel. Birja a kamara.
A trianoni békeszerződés előtt Krassó-Szörény vármegye Oravicai járásához tartozott.
1910-ben 1408 lakosából 5 magyar, 21 német, 1377 román volt. Ebből 20 római katolikus, 400 görögkatolikus, 982 görög keleti ortodox volt.

## Források

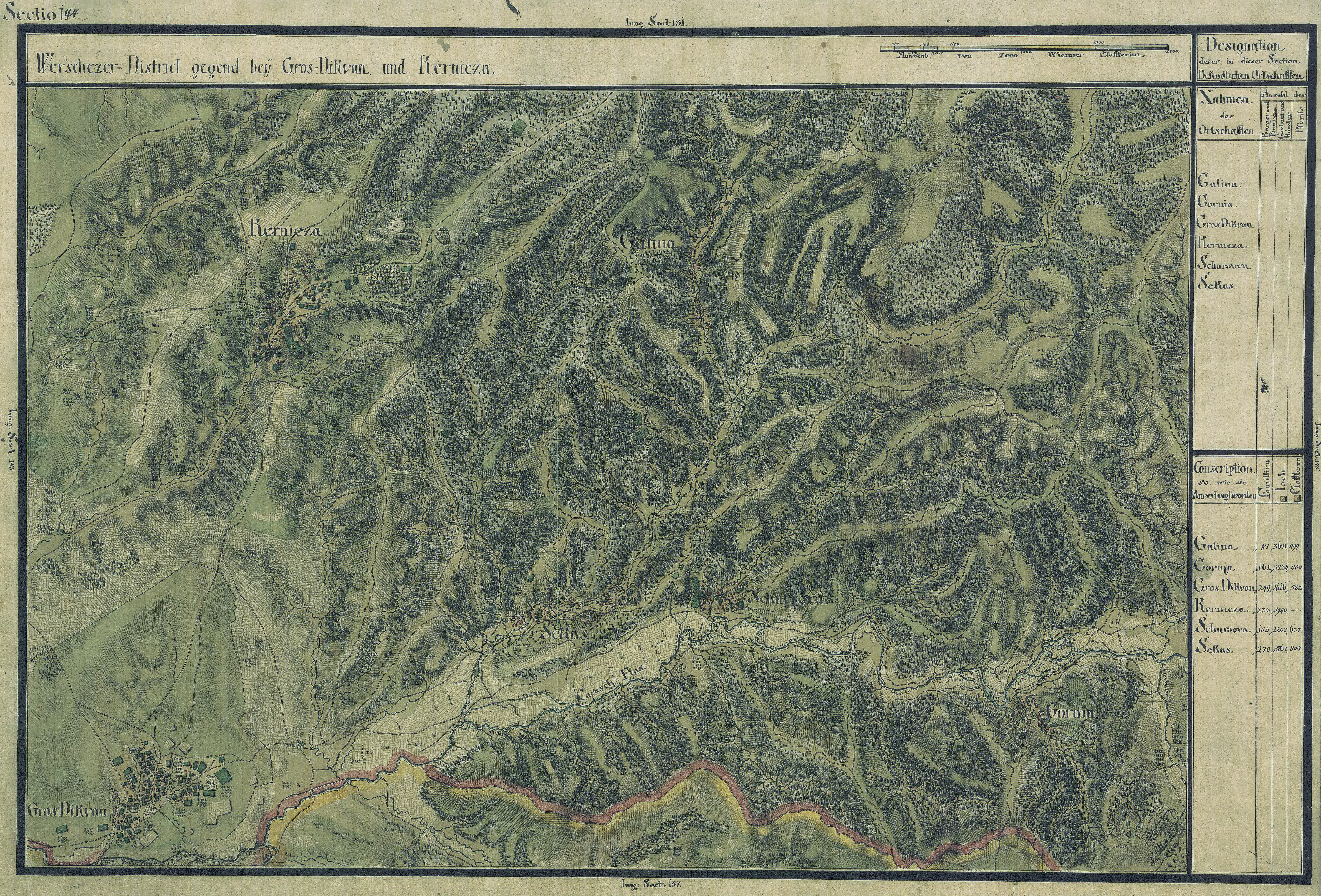
Kistikvány egy régi térképen